# سکوت (اپرا)
سکوت یا به زبان ژاپنی چینموکو اپرایی در دو پرده از آهنگساز ژاپنی تیزو ماتسومورا بر اساس رمان تاریخی به همین نام اثر اندو شوساکو در سال ۱۹۶۶ است.
بنیاد هنری سانتوری (サントリー芸術財団) در سال ۱۹۸۰ به تیزو ماتسومورا دستور داد تا یک اپرا بسازد. ماتسومورا خود موضوع و الگوی اپرا را انتخاب کرد. این اپرا قرار بود در عرض پنج سال به پایان برسد، اما در نهایت ماتسومورا، که هم آهنگسازی و هم لیبرتو را نوشت، به مدت ۱۳ سال روی آن کار کرد تا اینکه در سال ۱۹۹۳ به پایان رسید. اپرا در تئاتر نیسی در همان سال تحت عنوان کارگردانی هیروشی واکاسوگی برای سی امین سالگرد افتتاحیه آن به نمایش درآمد.